# باري نورمان
باري نورمان (بالإنجليزية: Barry Norman)‏ هو ناقد سينمائي ومقدم تلفزيوني بريطاني، ولد في 21 أغسطس 1933 في لندن في المملكة المتحدة، وتوفي بنفس المكان في 30 يونيو 2017 بسبب سرطان الرئة.

## وصلات خارجية
- باري نورمان على موقع IMDb (الإنجليزية)
- باري نورمان على موقع ميتاكريتيك (الإنجليزية)
- باري نورمان على موقع روتن توميتوز (الإنجليزية)
- باري نورمان على موقع ديسكوغز (الإنجليزية)
- باري نورمان على موقع قاعدة بيانات الفيلم (الإنجليزية)
- باري نورمان على موقع كينوبويسك (الروسية)